# Sanna Stén
Sanna Tutteli Stén (Lohja, 20 de mayo de 1977) es una deportista finlandesa que compitió en remo.
Participó en los Juegos Olímpicos de Pekín 2008, obteniendo una medalla de plata en la prueba de doble scull ligero.
Ganó dos medallas en el Campeonato Mundial de Remo, en los años 2005 y 2007, y una medalla de plata en el Campeonato Europeo de Remo de 2007.

## Palmarés internacional
| Juegos Olímpicos   | Juegos Olímpicos  | Juegos Olímpicos  | Juegos Olímpicos   |
| Año                | Lugar             | Medalla           | Prueba             |
| ------------------ | ----------------- | ----------------- | ------------------ |
| 2008               | Pekín (China)     | Medalla de plata  | Doble scull ligero |
| Campeonato Mundial |                   |                   |                    |
| Año                | Lugar             | Medalla           | Prueba             |
| 2005               | Kaizu (Japón)     | Medalla de bronce | Doble scull ligero |
| 2007               | Múnich (Alemania) | Medalla de plata  | Doble scull ligero |
| Campeonato Europeo |                   |                   |                    |
| Año                | Lugar             | Medalla           | Prueba             |
| 2007               | Poznań (Polonia)  | Medalla de plata  | Doble scull        |